# Nonggangtimalia
Nonggangtimalia (Stachyris nonggangensis) är en nyligen beskriven fågelart i familjen timalior inom ordningen tättingar.

## Utseende och levnadssätt
Nonggangtimalia är en medelstor mörkbrun timalia, 16-17 centimeter, med kraftig mörk näbb, svartvitfläckig strupe och vitaktig halvmåne bakom örontäckarna. Den tros ha väldigt specifika krav på levnadsmiljö och har endast påfunnits i regnskog i karstområden. Fågeln bygger sitt bo i kalkstensklippor på bergssidor. Den tros leva av insekter och andra leddjur.

## Utbredning och systematik
Fågeln beskrevs först 2008 och återfinns i sydvästra Guangxi i södra Kina. Den kan också förekomma i angränsande Vietnam, även om det inte bekräftats ännu.

## Status
Världspopulationen uppskattas till mellan 2 500 och 5 000 vuxna individer. IUCN kategoriserar arten som sårbar. Fågelns levnadsmiljö hotas av vägbyggen, jordbrukets expansion och avverkning till följd av kolproduktion.

## Namn
Fågelns svenska och vetenskapliga namn syftar på Nonggang National Natural Reserve, Guangxi Zhuang, Kina.